# La médium Paquita
La médium Paquita es una historieta de 1987 de la serie Mortadelo y Filemón, realizada por el Bruguera Equip y escrita por Jesús de Cos.

## Trayectoria editorial
El cómic lleva el sello "Bruguera Equip", creado por la editorial Bruguera para rentabilizar los personajes de Francisco Ibáñez mediante la contratación de dibujantes y guionistas anónimos que producían tebeos a destajo, tras la marcha de Ibáñez de Bruguera. La historieta se serializó en la revista Mortadelo, nºs 271 a 274. Se publicó en 1988 en el 320 M 73 de la antigua Colección Olé y dejó de editarse cuando Ibáñez recuperó el control de sus personajes.

## Sinopsis
Una banda de peligrosos criminales locos que desean sembrar la destrucción y el caos empieza a cometer todo tipo de tropelías. Para detenerlos Mortadelo y Filemón contarán con la ayuda de la médium Paquita que tratará de adelantarse a las fechorías de la banda con sus visiones.